# 关于开展特别军事行动
《关于开展特别军事行动》（羅馬化："O provedenii spetsialnoy voyennoy operatsii"）是俄罗斯总统弗拉基米尔·普京在俄羅斯全面入侵烏克蘭之前于2022年2月24日向俄罗斯公民和乌克兰武装部队軍人发表的电视讲话。
普京在讲话中再次闡釋了他的決定，他將俄罗斯對烏克蘭的武裝干涉視為“特別軍事行動”。为了证明入侵的合理性，普京指责乌克兰已经发展为一个实行“反俄”政策的“新納粹”国家；他援引《联合国宪章》第七章第51条，称俄罗斯正在动员起来，保卫顿涅茨克人民共和国和卢甘斯克人民共和国（乌克兰东部的两个亲俄分离主义政权）免受乌克兰“新纳粹主义”的影响。在谈到北大西洋公约组织时，他将俄罗斯在乌克兰的军事存在視为「必要」的安全措施，并将北约在1991年后的扩张視為美国在冷战后从未真正寻求与俄罗斯关系正常化。

## 演講
莫斯科时间2022年2月24日凌晨05:30，俄羅斯的国家电视台开始播放俄罗斯总统弗拉基米尔·普京的演講。 

### 北约
普京在讲话中谈到俄羅斯不可能与北约在平等条件下达成协议。 普京在讲话中频繁提到北約擴張，他表示北約此舉“不可接受”，同时还提到乌克兰军事實力的发展。他说：“随着北约年復一年的向东扩张，這使得我们国家的情況越来越糟糕，越来越危险。此外最近几天，北约领导层一直在公开谈论要加快北约軍事设施向俄罗斯边境推进的步伐。换句话说，他们仍在坚持自己的立场。我们再也不能只駐足觀望，這種做法对我们来说是绝对不负责任的。”
普京表示，乌克兰正在成为一个“反俄”国家，並且北约成员国還向其提供“最现代化的武器”，他说：“北约軍事设施的进一步推進和乌克兰军事實力的发展对我们来说是不可接受。当然，问题不在于北约本身——它只是美国外交政策的一个工具。问题是，在与我们相邻的领土上——我强调，在历史上是我们的领土（指烏克蘭）上——正在建立一个与我们敌对的『反俄罗斯』政權，它完全置于北約控制之下；它境內有大量的北约国家武装部队，并得到北約國家提供的最现代化的武器”。

### 宣布“特别军事行动”
普京后来宣布要在顿巴斯地区開展“特别军事行动”，他援引《联合国宪章》第51条、联邦委员会关于在乌克兰以及顿涅茨克人民共和国（DPR）和卢甘斯克人民共和国（LPR）部署俄罗斯军队的决定表示：“为了保护俄罗斯和我们的人民，我们已经別無選擇，現在的形势要求我们立即采取果断的行动。顿巴斯的兩個人民共和国已經向俄罗斯提出了请求。... 在这方面，根据《联合国宪章》第七章第51条，经俄罗斯联邦委员会批准，并根据俄罗斯联邦委员会今年2月22日与顿涅茨克人民共和国和卢甘斯克人民共和国批准的友好互助条约，我决定開展一次特别军事行动”。
2月21日，俄罗斯正式承认顿涅茨克人民共和国和卢甘斯克人民共和国為獨立國家，並且俄羅斯還與這兩個國家达成了一系列协议。這些協議得到了国家杜马和俄罗斯联邦委员会的批准。普京表示，“行动”的目的是“保护”以講俄语为主的顿巴斯地区的人民，据普京称，“八年来，他们一直面临着烏克蘭基辅政权的羞辱和种族灭绝”。普京还表示，俄罗斯寻求讓乌克兰“非军事化和去纳粹化”。 

### 呼吁乌克兰人民
普京呼吁乌克兰军队“立即放下武器回家”，并说：“所有做到這一點的乌克兰军人将能够自由离开戰場并返回家人身边，將來可能发生的流血事件的所有责任将完全由乌克兰當局承担 。”普京在向乌克兰公民发表讲话时，他将俄罗斯的行动与自卫联系起来，他说：“无论多么艰难，我都请你理解这一點，以便翻开这一悲惨的一页并共同前进。” 
普京表示，没有计划占领乌克兰领土，他支持乌克兰人民的自决权，并说：“我们的计划不包括占领乌克兰领土。我们不会通過武力将任何东西强加给任何人。与此同时，我们听说最近西方有传言说，不应该再坚持苏联极权主义政权签署的、确保第二次世界大战成果的文件。” 

### 反对外國干预的警告
在讲话的最后，普京警告其他国家不要干预軍事行動，他说：“谁要是想干涉我们，想威脅我们的国家、我们的人民，就应该知道，俄罗斯會立即做出反应，并讓你们嘗嘗你們历史上从未经历过的嚴重后果。我们已经准备好应对任何可能的事態发展，我們已做好所有的必要决定。我希望有人能听進我的意见。”

### 後續
2月23日晚开始的联合国安理会关于乌克兰局势的紧急会议上播出了普京的讲话。在会议上，俄罗斯常驻联合国代表瓦西里·涅边贾表示，“我们不是对乌克兰人民發動侵略，而是要对非法奪取烏克蘭政权的基輔當局进行懲罰”。 
在普京發表演說後的几分钟内，基辅、哈尔科夫、敖德萨和顿巴斯都響起了爆炸聲。 基辅时间凌晨5点左右，俄罗斯空天军朝乌克兰军事设施發射导弹和炸弹。地面部队从多个方向（例如從克里米亚向北進攻，從白俄罗斯向南進攻）進攻乌克兰，拉開了2022年俄羅斯入侵烏克蘭的序幕。 

## 宣战理由

### 反制北约扩张
苏联解体后，北约接纳了14个新国家成員，其中4个国家与俄罗斯接壤。乌克兰在2008年提出加入北约；不過此後烏克蘭始終未能如願。德国总理奥拉夫·朔尔茨在2022年2月中旬访问俄罗斯期间，承認烏克蘭未來有可能加入北約。俄罗斯對北約在波兰部署导弹防御系统密切關注。导弹防御系统可以拦截短程和中程弹道导弹。

### 《联合国宪章》第51条以及俄羅斯与頓巴斯兩共和國的协议
许多律师认为普京援引《联合国宪章》第七章第51条是沒有依據的。根据美利坚大学华盛顿法学院教授罗伯特·戈德曼的说法，普京的所作所為是在“明目张胆地破壞世界秩序”，引用《联合国宪章》第51条为侵略行动辩护好比“一个强奸犯指控受害者強姦自己”。美国外交关系协会會员约翰·B·贝林格三世认为，普京提到的所谓的主权國家頓涅茨克人民共和國和卢甘斯克人民共和国的帮助请求也是非法的，因為这两个国家都不是联合国成员国，所以他沒有理由援引《联合国宪章》第51条。
瑞士国际法研究员尼科·克里斯奇认为，第51条的適用情況是当一個國家已進攻另一個國家或侵略即将开始时的狀況。对于其他情况，有联合国安理会和其他解决冲突的机制可以解決；普京所提到的北约威胁與1941年類比不適當，不能成为军事行动的正当理由。克里斯奇表示从过去来看，俄国还有自相矛盾的倾向，2000年代初，当美国试图引入“预防性自卫”的概念作为动用武力（後者並於2003年入侵伊拉克）的理由时，大多数国家都反对这种理由，俄罗斯（时任总统也是普京）就是其中之一。欧洲安全与合作组织和联合国秘书长安东尼奥·古特雷斯也批評普京所提到的《聯合國憲章》第51条並不能作為他開戰的藉口。

### 关于新纳粹主义和种族灭绝的说法
多方認為普京提到乌克兰是一個新納粹主義国家，這也是他開戰的理由。普京指控乌克兰在顿巴斯犯下种族灭绝罪被世界上許多政治家和专家认为毫无根据。  2月24日，普京称要讓乌克兰“去纳粹化”是發動軍事行動的目标之一，并表示“新纳粹分子夺取了乌克兰政权”。 在2月25日俄羅斯聯邦安全會議上，普京称乌克兰当局是“一群吸毒者和新纳粹分子”。 
联合国秘书长安东尼奥·古特雷斯拒绝将顿巴斯的衝突视为种族灭绝。他表示，“种族灭绝是一种有明确定义的罪行，应根据国际法來判斷。我认为情况并非如此。” 德国总理奥拉夫·舒尔茨称普京关于种族灭绝的声明“荒谬”。 联合国教育、科学及文化组织防止种族灭绝委员会主席亚历山大·拉班·辛顿和政治学家兼极右运动研究學者安德烈亚斯·乌姆兰也否認顿巴斯存在种族灭绝。
一些二战、大屠杀、种族灭绝和纳粹历史的学者（Jared McBride、Francine Hirsch、 提摩希·D·史奈德、Omer Bartov、克里斯托夫·狄克曼等）在《犹太日报》上发表声明指出普京對烏克蘭的新纳粹主义指控並不正確，有近150名历史学家在該聲明上签名。 《犹太日报》表示，這些作者无意美化乌克兰，並且烏克蘭也有一些人排外，但不能讓所謂的新纳粹主义和种族灭绝作為俄罗斯侵略乌克兰的理由。 华盛顿邮报表示，“反对法西斯主义的主張在俄罗斯引起了深刻的共鸣，蘇聯在二战与纳粹德国的斗争中损失惨重”。
BBC俄罗斯新闻表示，尽管乌克兰有独立的准军事新纳粹组织，如亚速营，但在2019年乌克兰议会选举中，當時的政府、军队或选民中並没有太多的人支持极右翼意识形态的主張。根據此次選舉，极右翼民族主义政党甚至都沒能進入乌克兰最高拉达。 自2015年以来，“关于谴责乌克兰共产主义和國家社会主义（纳粹）极权主义政权并禁止宣传其标志的法律”（第 317-VIII 号法律）也已在乌克兰境内生效，并且也有新纳粹分子觸犯刑法被懲罰的例子。。智庫「歐洲政策分析中心」（Center for European Policy Analysis）資深研究員羅特曼估計，烏克蘭極端右翼或者新納粹分子只不過佔比約2％，指“多數烏克蘭民眾一點都不想和極端國族主義者扯上關係”，同時擔心俄羅斯入侵烏克蘭有機會讓烏克蘭成為極右派的溫床。分析人士说，普京夸大了烏克蘭境內的新納粹主義的發展狀況
華盛頓郵報認為普京所謂的“要讓烏克蘭去纳粹化”非常荒謬，而且乌克兰总统弗拉基米尔·泽连斯基的亲属就是納粹猶太人大屠杀的受害者（甚至泽连斯基本人就有犹太人血统）。瑞士圣加仑大学俄罗斯文化与社会研究教授乌尔里希·施密德表示普京的演說其實就在影射自己，施密德表示俄罗斯境内的极右翼团体并不比乌克兰少。乌尔里希·施密德還表示，说俄语的泽连斯基在2019年烏克蘭總統選舉中大獲全勝，而他當時的競選对手是個说乌克兰语的人。
奥斯威辛-比克瑙国家博物馆强烈抗议普京有關新纳粹主义的演說。美国大屠杀纪念博物馆指出，乌克兰的犹太人口在二战中遭受重创，几乎被納粹德國屠殺殆盡，并表示支持包括数千名大屠杀幸存者在内的乌克兰人民，并称普京對乌克兰种族灭绝的指控“毫无根据”。 
但是烏克蘭國防部曾經向外界表示，招募士兵時不會審查人員是否具極端思想。美國智庫IERES在報告中指出「烏克蘭軍方一定程度願意容忍極右派的意識形態與影響力在烏克蘭軍隊中散佈、給予極端主義者養分」，但同時批評「俄羅斯一直試圖將整個烏克蘭國族主義的概念，形塑為新納粹運動」。

## 俄羅斯威胁使用核武器
欧盟外交和安全政策代表何塞·博雷利·丰特列斯以及布鲁金斯学会高级研究员迈克尔·E ·奥汉隆和美联社副总裁约翰·丹尼谢夫斯基認為普京提到的回應外國干预冲突的措施可能包括俄羅斯威胁使用核武器。
2月27日，普京下令国防部长将战略威慑力量进入特殊战备状态。究其原因，是他所说的西方国家在经济领域對俄羅斯採取的“不友好行为”，以及這些國家领导人的“咄咄逼人的言论”。 

## 反应
北约秘书长延斯·斯托尔滕贝格发表声明谴责“俄罗斯对乌克兰發動的鲁莽和无端袭击，这使无数平民的生命处于危险之中。尽管我们一再警告并在外交上做出不懈努力，俄罗斯最終还是決定侵略一个主权独立的国家。” 
美国总统乔·拜登发表声明称，俄罗斯对乌克兰人民发动了“无端攻击”。拜登在声明中表示：“普京总统选择了一场有预谋的战争，这将带来灾难性的生命损失和人类苦难。”他说：“只有俄罗斯应对这次袭击将带来的死亡和破坏负责，美国及其盟国和伙伴将以团结和果断的方式作出回应。世界将追究俄罗斯的责任。” 
戰爭開始后，联合国秘书长要求普京停止入侵：“普京总统，請不要讓你的军队進攻乌克兰。给和平一个机会，太多人已经因戰爭而死去。” 
普京的演說被翻译成漢語後，在中華人民共和國的互联网上分享超过10亿次。日本媒體認為，这篇演讲在中国反响似乎不錯，據日本媒體報導，有許多中國人在網路表示支持俄罗斯，有评论说这是一篇气贯长河而值得尊敬的演讲，还有评论说俄罗斯为世界和平做出了贡献。2月25日開戰翌日晚間，普京這篇演講登上了新浪微博熱搜榜第一名。